# (2944) Peyo
(2944) Peyo (1935 QF) – planetoida z pasa głównego asteroid okrążająca Słońce w ciągu 4,31 lat w średniej odległości 2,65 j.a. Odkryta 31 sierpnia 1935 roku.